# Jean-Louis Chapelot
Jean-Louis Chapelot (* 11. August 1957 in Villerupt, Frankreich) ist ein luxemburgischer Fußballspieler, spielte von 1980 bis 1984 bei Jeunesse Esch. Dort spielte er zwei Spiele im Europapokal der Landesmeister.

## Privates
Heute lebt er in Luxemburg, ist verheiratet und hat eine Tochter. Chapelot spielt als Verteidiger in einer Amateurliga für die Veteranenmannschaft des FC Schifflingen 95.